# Jacques Rutten

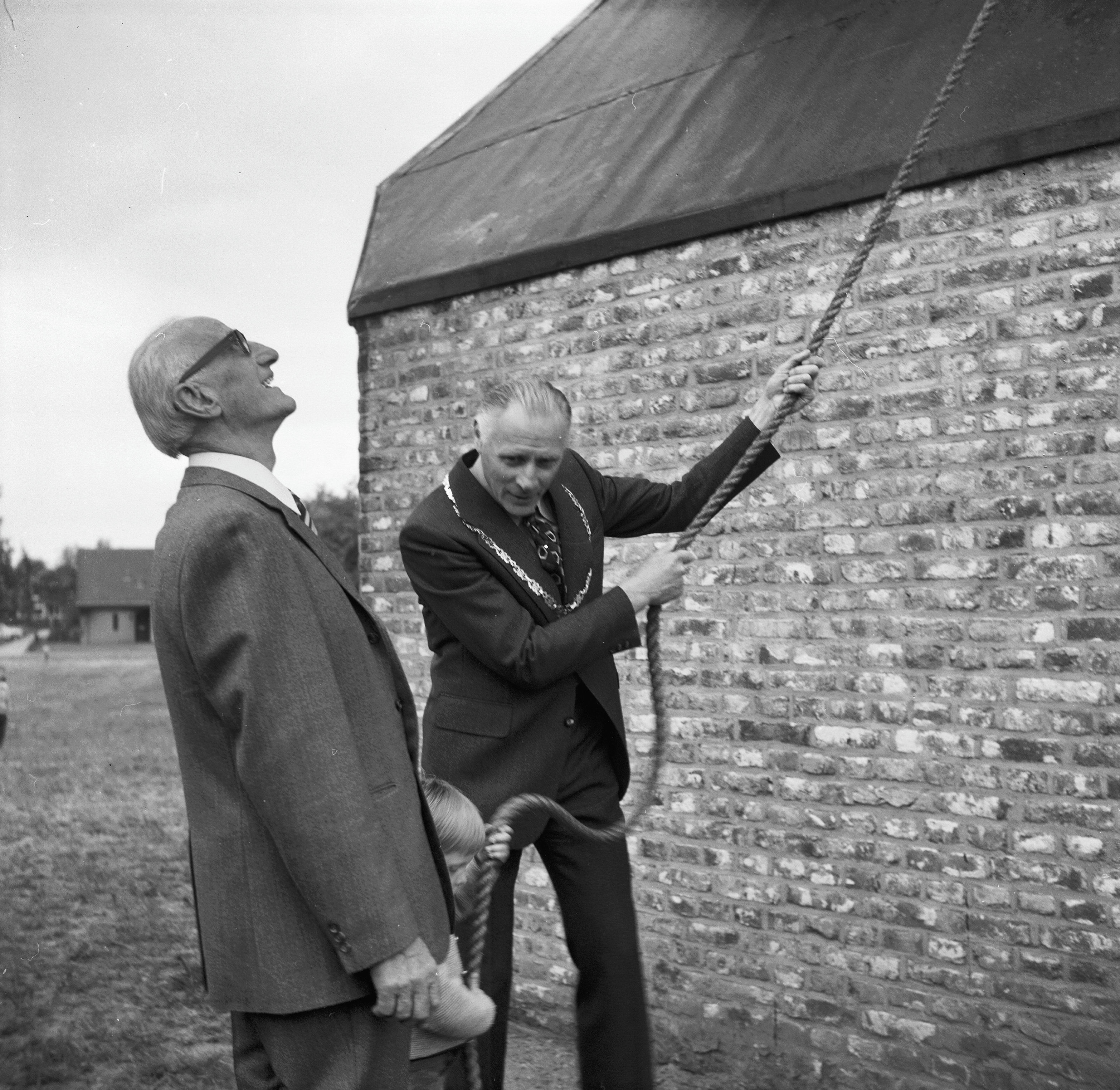
Burgemeester J.M.S. Rutten bij ingebruikstelling Astense molen (1975)

J.M.S. (Jacques/Jac) Rutten (Stevensweert, 25 februari 1924 – Asten, 20 september 1999) was een Nederlands politicus van de KVP.
Hij was werkzaam bij de gemeentesecretarie van Breda voor hij in januari 1961 benoemd werd tot burgemeester van Wouw. Begin 1969 volgde zijn benoeming tot burgemeester van Asten wat hij tot zijn pensionering in maart 1989 zou blijven. Rutten overleed in 1999 op 75-jarige leeftijd.